# 299 Tora
299 Tora (mednarodno ime je 299 Thora) je asteroid v glavnem asteroidnem pasu. 

## Odkritje
Asteroid je odkril avstrijski astronom J. Palisa 6. oktobra 1890 na Dunaju . 

## Lastnosti
Asteroid Tora obkroži Sonce v 3,8 letih. Njegova tirnica ima izsrednost 0,062, nagnjena pa je za 1,601° proti ekliptiki. Njegov premer je 17,06 km .